# Palazzo Falconcini Biliotti
Palazzo Falconcini Biliotti è un edificio storico del centro di Firenze, situato in via Maggio 19 angolo sdrucciolo dei Pitti, nel quartiere di Oltrarno.

## Storia

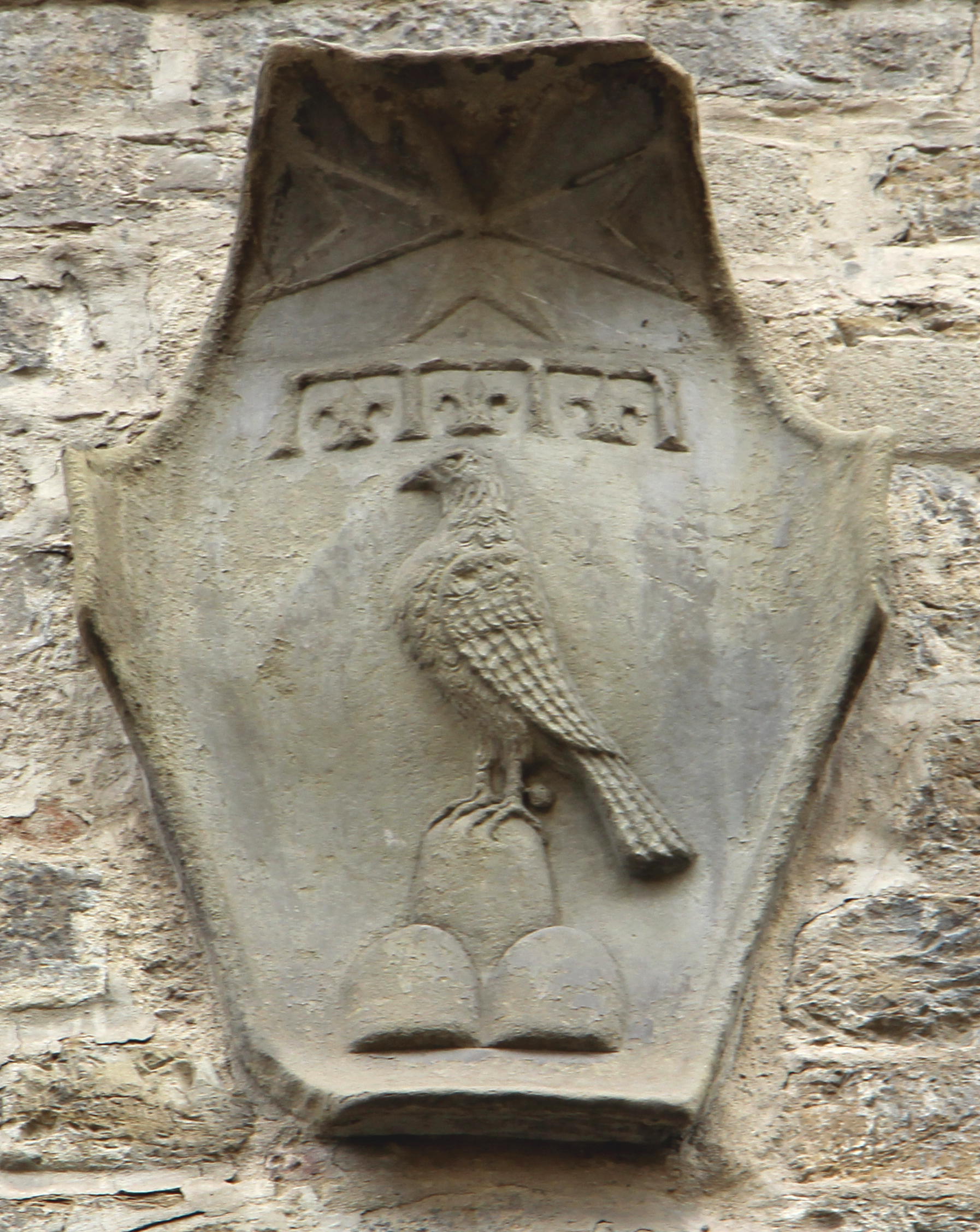
Stemma di Francesco Falconcini

Si tratta di un palazzo d'impianto trecentesco, con il prospetto di quattro piani organizzati su cinque assi. È documentato come abitato dai Biliotti sia al tempo del censimento del 1551, sia a quello delle decime granducali del 1561, e tuttavia è indicato come Ridolfi nel repertorio di Bargellini e Guarnieri (1977), presumibilmente (a meno che non si tratti di un errore) per essere stato di questa famiglia in tempi successivi. 
L'edificio è stato restaurato negli anni 1975-1976, portando a vista l'apparecchio murario per la maggior parte della sua estensione: precedentemente il filaretto caratterizzava un'unica fascia tra piano terreno e primo piano. 

## Descrizione
Il fronte ha un parato in filaretto di pietra, con ampie integrazioni realizzate in momenti diversi, mentre il portale appare nelle forme assunte a seguito di un rifacimento cinquecentesco. Interessante la presenza al piano terreno di due finestre di mezzanino originali, ora tamponate. Sul fronte, al centro, è uno stemma con un falco sostenuto da un monte di tre cime al capo d'Angiò, incorniciato dalla croce di Pisa, identificabile con quello del cavaliere di Santo Stefano Francesco Falconcini di Firenze, entrato nell'ordine nel 1603. 
Sopra il portone è una targhetta metallica con la scritta La Fondiaria.